# Fossa olecrani

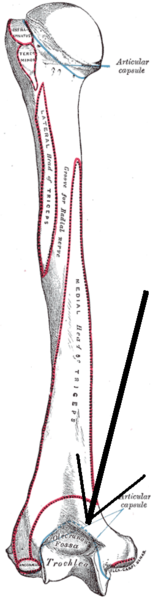
A felkarcsont szemből (a nyíl mutatja a bemélyedést)

A felkarcsont (humerus) trochlea humeri-je felett található háromszög alakú bemélyedés a fossa olecrani ami a könyöknyúlványt (olecranon) fogadja be.